# 汝城县
汝城县位于中国湖南省郴州市东南部，隶属郴州市管辖，属县级行政区域，汝城在文化上屬於客家地區，通行客家話。
汝城地处湘、粤、赣三省交界处，又因县境内的江河水分别流入湘江、赣江和珠江，故有“鸡鸣三省，水注三江”之称。总面积为2401平方公里，人口约34.46万人。县人民政府驻卢阳镇。

## 历史
春秋、战国时，汝城为楚南边境地，设汝邑；秦代属长沙郡郴县地；西汉属桂阳郡郴县地，东汉属桂阳郡汉宁县地；三国属桂阳郡阳安县地；西晋属桂阳郡晋宁县地。
“汝城”之名始于东晋，东晋平二年（358年），分晋宁县地置汝城县，隶属桂阳郡（《宋书·地理志》）。
南朝陈天嘉元年（560年）汝城县改名卢阳县并置卢阳郡（《陈书·世祖本纪》）。隋灭陈后废卢阳郡置郴州，卢阳县属郴州（《隋书·地理志》）。唐天宝元年（742年）改名义昌县（《旧唐书·地理志》），属桂阳郡（后桂阳郡复名郴州）。五代后唐改名郴义县，属郴州（《宋史·地理志》）。北宋初再改名桂阳县，仍属郴州；后又分出桂阳县的零陵、宜城二乡设桂东县（《宋史·地理志》）。元明清三代仍为桂阳县，属郴州（《元史·地理志》、《明史·地理志》、《清史稿·地理志》）。
中华民国初年复称汝城县。中华人民共和国建立后，1959年3月至1960年7月期间曾一度与桂东县合为一县，称汝桂县。不久又撤销建制，分为汝城、桂东二县至今。
国务院1994年12月17日批准撤销郴州地区、郴州市和郴县，此县划归郴州市管辖。

## 人口
根據第七次人口普查數據，截至2020年11月1日零時，汝城縣常住人口344617人。

## 地理

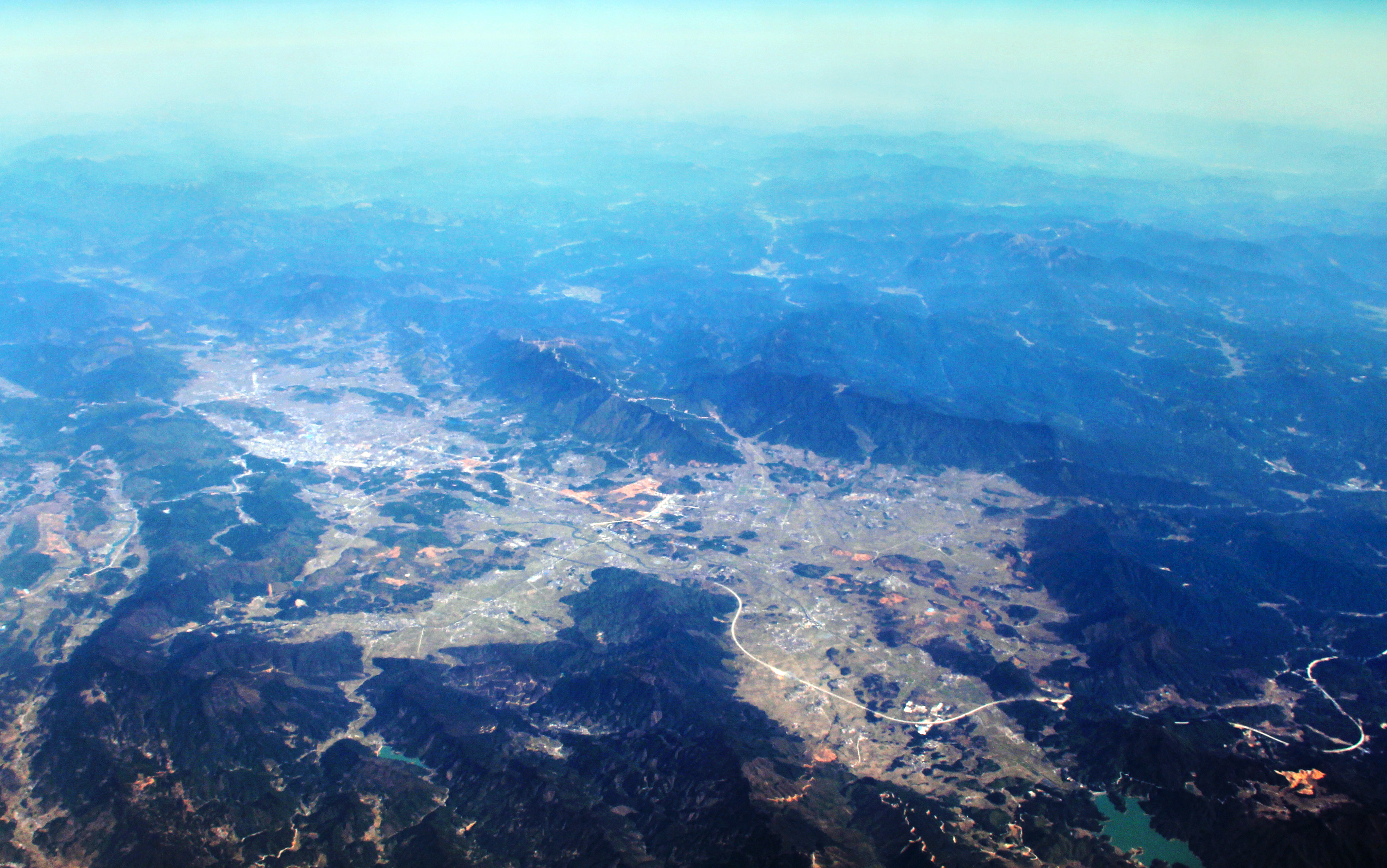
汝城县

### 地形
汝城位于湘粤赣三省交界的南岭山脉中段与罗霄山脉南端交接部，境内山岭密布，丘陵与盆地相间。山地面积1969平方公里，约占总面积的82%，有发展林业的良好基础条件。境内河流分属湘江、赣江和珠江流域，其中沤水、浙水等河流汇入东江，属湘江水系；集龙河汇入赣江，属赣江水系；九龙江、城溪江汇入北江，属珠江水系。 

### 气候
汝城气候温暖湿润，属亚热带季风湿润气候区。降水量丰富，县城年平均降水日数达183天。无霜期长，无霜期多年平均为273天。

## 经济
汝城山地面积广阔，气候和土地适宜发展林业，目前是湖南省重要的林业基地之一，森林覆盖率达72%。由于具备充沛的降雨和较高的地形落差，水能蕴藏量也很丰富，近年以来小水电项目发展迅速。县境内有丰富的可开采矿藏资源，其中以钨、铁、煤和石灰石的产量最大，钨矿等矿产加工业已成为主要的工业支柱。
地热也是汝城重要的自然资源，下辖的热水镇有中南六省最大的热田，开发利用前景广阔。热水温泉目前已发展为郴州重要的生态旅游景点，在周边地区具有一定的知名度。

## 人文景观

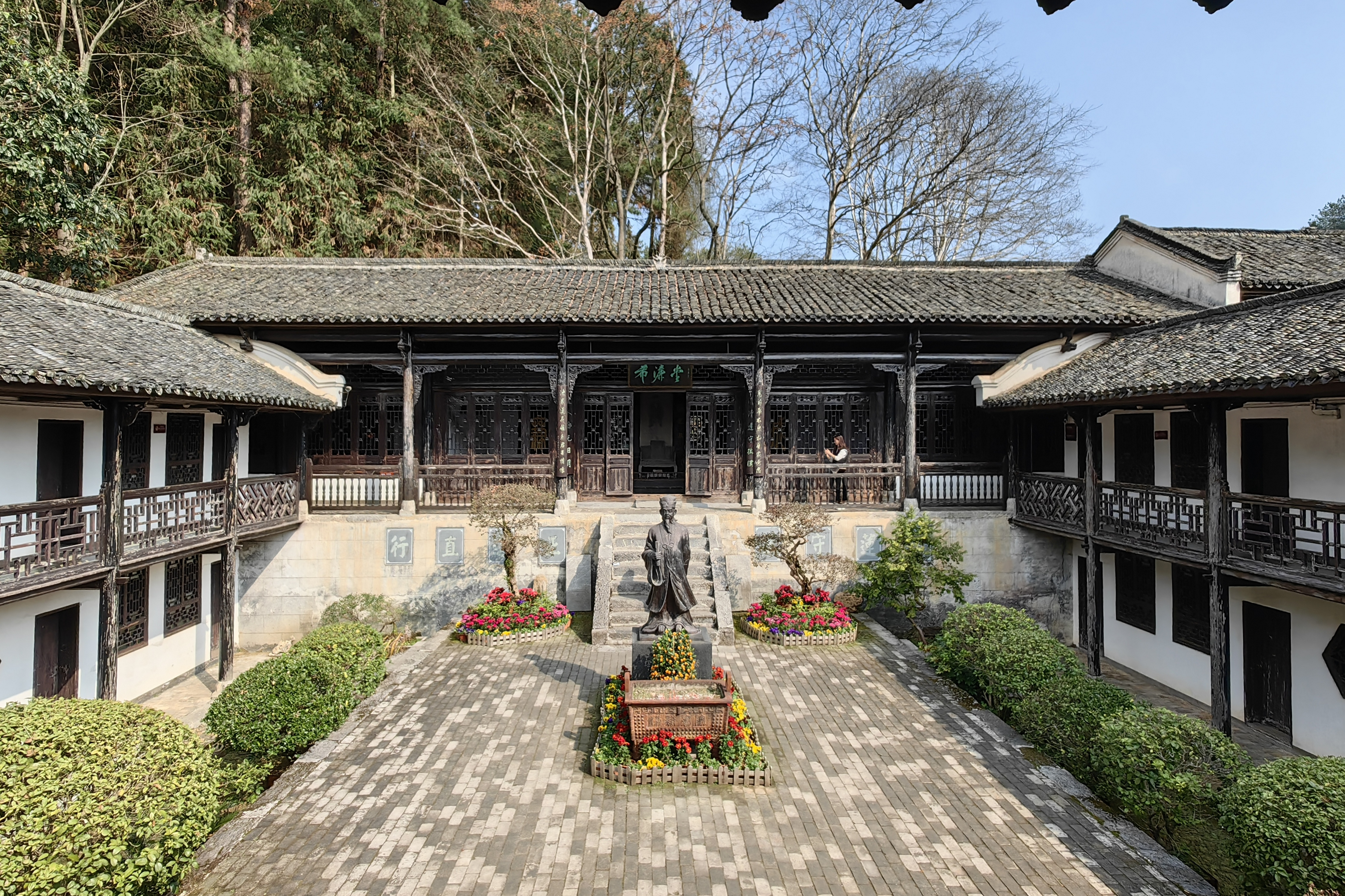
濂溪书院

宋朝初期，理学家周敦颐出任桂阳（今桂东、汝城）县令，政绩卓著。后来汝城人为纪念周敦颐，修建了濂溪书院。书院历代屡遭兴废，现在位于县城城西的濂溪书院，是在民国旧址上修建的。

## 行政区划
| 区划代码  | 行政区名称   | 面积 （平方公里） | 2020年人口 （万） | 邮政编码 | 行政区划 | 行政区划 | 附注                                               |
| 区划代码  | 行政区名称   | 面积 （平方公里） | 2020年人口 （万） | 邮政编码 | 社区     | 行政村   | 附注                                               |
| --------- | ------------ | ----------------- | ----------------- | -------- | -------- | -------- | -------------------------------------------------- |
| 431026    | 汝城县       | 2400.71           | 40.1              | 424100   | 30       | 217      |                                                    |
| 431026108 | 卢阳镇       | 115.59            | 6.9               | 424100   | 9        | 21       | 县政府驻地；2012年由城关镇、城郊乡、附城乡合并成立 |
| 431026103 | 土桥镇       | 167.5             | 4.8               | 424104   | 3        | 25       | 2015年由永丰乡、原土桥镇合并成立                   |
| 431026104 | 泉水镇       | 93.09             | 3.2               | 424114   | 1        | 15       | 2012年由三星镇改为现名                             |
| 431026110 | 井坡镇       | 89.00             | 2.4               | 424107   | 1        | 11       | 2015年撤井坡乡建井坡镇                             |
| 431026106 | 大坪镇       | 260.00            | 3.5               | 424102   | 1        | 15       | 1996年撤大坪乡建大坪镇                             |
| 431026107 | 三江口瑶族镇 | 116.70            | 1.0               | 424105   | 1        | 8        | 1992年撤东岭乡建三江口镇                           |
| 431026102 | 热水镇       | 139.00            | 1.2               | 424117   | 1        | 8        | 1992年撤热水乡建热水镇                             |
| 431026216 | 集益乡       | 170.03            | 1.4               | 424118   | 2        | 10       | 2012年由集龙乡、益将乡合并成立                     |
| 431026209 | 濠头乡       | 177.38            | 1.4               | 424121   | 1        | 11       |                                                    |
| 431026105 | 暖水镇       | 172.22            | 3.0               | 424119   | 2        | 16       | 2015年由原暖水镇、田庄乡合并成立                   |
| 431026207 | 南洞乡       | 158.32            | 1.1               | 424115   | 1        | 8        |                                                    |
| 431026109 | 马桥镇       | 185.70            | 3.5               | 424103   | 2        | 16       | 2012年由马桥乡、外沙乡合并成立                     |
| 431026214 | 延寿瑶族乡   | 173.13            | 3.1               | 424112   | 2        | 17       | 2015年由原延寿瑶族乡、小垣瑶族镇合并成立           |
| 431026217 | 文明瑶族乡   | 383.05            | 5.1               | 424106   | 3        | 36       | 2015年由文明乡、岭秀瑶族乡、盈洞瑶族乡合并成立     |

## 政治

### 现任领导
| 机构     | 汝城县人民政府 县长 | · 中国共产党 · 汝城县委员会 · 书记 | 汝城县人民代表大会 常务委员会 主任 | · 中国人民政治协商会议 · 汝城县委员会 · 主席 |
| -------- | ------------------- | ---------------------------------- | ---------------------------------- | -------------------------------------------- |
| 姓名     | 文建军              | 马文才                             | 何浩光                             | 邱文辉                                       |
| 民族     | 汉族                | 汉族                               | 汉族                               | 汉族                                         |
| 出生地   | 湖南省临武县        | 湖南省南县                         | 湖南省汝城县                       |                                              |
| 出生日期 | 1978年7月（46歲）   | 1974年9月（50歲）                  | 1971年3月（53—54歲）               |                                              |
| 就任日期 | 2023年12月          | 2023年12月                         | 2021年7月                          | 2016年11月                                   |

## 交通
- 厦蓉高速、 武深高速、 106国道、 357国道过境。